# چوزی اسپرینگز (آلاباما)
چوزی اسپرینگز (به انگلیسی: Chosea Springs) یک منطقهٔ مسکونی در ایالات متحده آمریکا است که در شهرستان کلهون، آلاباما واقع شده‌است. چوزی اسپرینگز ۲۱۳٫۹۷ متر بالاتر از سطح دریا قرار دارد.